# Lagrima
Lagrima è un termine utilizzato in araldica per indicare la lacrima a forma di cuore, rovesciato e più stretto, con la codetta piegata.
| Metalli                 | Metalli                    | Colori                  | Colori                         | Colori                       | Colori                       | Colori                      |
| ----------------------- | -------------------------- | ----------------------- | ------------------------------ | ---------------------------- | ---------------------------- | --------------------------- |
| (g. d'or) lacrima d'oro | (g. d'eau) lacrima d'acqua | (g. des larmes) lacrima | (g. de sang) lacrima di sangue | (g. de poix) lacrima di pece | (g. de huile) lacrima d'olio | (g. de vin) lacrima di vino |

## Galleria d'immagini

Di rosso, a una lacrima d'acqua (Belfort-sur-Rebenty, Francia, stemma del 1696[1])
D'argento, a una lacrima di pece (Ségura, Francia)
D'argento, a una lagrima di nero, accompagnata da tre aquilegie d'azzurro (famiglia de Convert, Francia)